# Milan Vopálka
Milan „Dino“ Vopálka (* 27. září 1955 Praha) je český zpěvák a textař, frontman a zakládající člen undergroundové kapely Umělá hmota.

## Život
Dětství prožil v Praze na Pankráci. Po základní škole se vyučil malířem pokojů, což je povolání, kterému se při své hudební dráze věnuje dodnes. V dorosteneckých letech byl nadějným hokejistou, ale brzy se místo toho rozhodl pro nonkonformní společenství formujícího se undergroundu.

### Umělá hmota
V roce 1973 založil spolu s Josefem Vondruškou, Janem Kučerou a dalšími kapelu Umělá hmota, inspirovanou mimo jiné The Fugs a zejména skupinou Aktual Milana Knížáka. Zprvu hráli pouze na nehudební nástroje jako kufr nebo konvička, později přidali i běžnější nástroje jako kytary, klávesy či baskytara. Dino Vopálka zpíval, hrál na foukací harmoniku a byl také autorem textů s charakteristicky drsnou lidově hospodskou poetikou. Kapela brzy dosáhla v undergroundových kruzích značné popularity, Ivan Martin Jirous ji ve Zprávě o třetím českém hudebním obrození označil – k Vopálkově nelibosti – za folklor undergroundu.

### Rozpad kapely
V roce 1975 se Umělá hmota rozpadla na dvě tělesa, Umělou hmotu 2 (v čele s Vopálkou) a Umělou hmotu 3 (v čele s Vondruškou). UH 2 se zúčastnila legendárních Festivalů druhé kultury v Bojanovicích a na Hrádečku, v roce 1977 se ale opět rozpadla. Dino Vopálka založil další kapelu, Sandwich Company, která ale neměla dlouhého trvání, zbytek UH 2 hrál dál pod názvem Surneorealistic Psycho Dada Band.
V této době podepsal Vopálka Chartu 77. Byl mnohokrát zatčen a vyslýchán, obviněn však nikdy nebyl.
Fungování kapely od samého počátku značně komplikovala státní moc. Bez udělení přehrávek nebylo možné legálně koncertovat a vystoupení tak pravidelně přerušovala policie.

### Obnovení Umělé hmoty
Po desetiletém odmlčení se Vopálka stal v roce 1988 členem kapely Litinovej Pepa, v září 1989 potom došlo k obnovení Umělé hmoty, která je aktivní dodnes. Poslední album Starej gauner vydala v roce 2007.